# عقد 590 هـ
عقد 590 هـ هو الفترة بين عام 590 إلى 599 في التقويم الهجري، أي العشر سنوات الأخيرة من القرن السادس الهجري.